# 金明 (1913年)
金明（1913年12月20日—1998年3月15日），男，祖籍江苏常州，生于山东益都，中华人民共和国政治人物。

## 生平
1928年，金明在山东益都省立第十中学就读。1932年1月参加共产党外围组织互济会。2月加入中国共产主义青年团，1932年夏转为中国共产党党员。参加益都暴动。暴动失败后，先后担任共青团益都县委书记，共青团益临寿中心县委书记。1933年3月，因遭人举报被捕。1937年七七事变后，1937年11月经中共山东省委营救出狱，任省委联络员赴益都、寿光、临朐恢复和建立党组织。1938年1月，参加泰安徂徕山起义，后任八路军山东第四支队政治保卫委员会主席。此后，任中共清河特委组织部部长、副书记，淄博特委书记，山东抗日游击队第八支队政治部主任。
1939年5月，参加八路军山东纵队陇海南进支队（司令员兼政委钟辉），任中共苏皖边区委书记、皖北八路军办事处主任，领导开辟皖东北抗日根据地。1940年9月，率中共苏皖边区委机关从皖东北地区进入苏北淮海地区，参与领导创建苏北淮海、盐阜地区抗日根据地。1941年1月皖南事变后，任中共淮海区委书记兼行政公署专员，新四军第3师第十旅政治委员兼苏北军区淮海军分区政治委员、苏北军政委员会副书记，中共苏北区委副书记兼淮海地委书记。1945年2月，调新四军南下兵团第二副政委，1945年5月起任苏浙区委副书记兼中共浙西区委书记，参与开辟天目山浙西根据地。
1946年年初，金明调回山东，任中共胶东区委副书记、胶东军区副政治委员，胶东保卫战时任内线工委书记、内线部队政委。1948年2月，任东南分局第二副书记、华野一兵团第二副政委。由于形势发展，改任中原支队支队长兼政治委员，率3000名干部，转赴中原地区，参加豫东战役支前工作和豫皖苏解放区建设工作。1948年9月，任中共豫西区委委员兼许昌地委第一书记、军分区第一政治委员，在中共中央中原局领导下，从事开辟新区工作。1949年春，任湖南省委第二书记兼省军区副政治委员。7月，任第四野战军第十二兵团副政治委员、中南军区和平（解放湖南）代表团首席代表，参加和平解放湖南的谈判，与湖南国民党方面的程潜、陈明仁谈判和平解放湖南问题。
湖南和平解放后，金明任中共中央中南局委员，中南军政委员会委员，湖南省委第二副书记兼统一战线部部长，湖南省副主席兼财经委员会副书记，湖南省军区副政治委员。1950年春任湖南省土改委员会主任。1952年3月，任中共湖南省委书记，湖南省军区政治委员，湖南省人民政府副主席，主持湖南党政工作。
1953年9月金明调北京工作，任中央人民政府政务院财政部第一副部长、党组副书记。1954年底任财政部副部长、党组书记。1961年10月任中共中央中南局书记处候补书记，后任中南局书记处书记。文化大革命期间遭迫害。1978年7月，平反后任中华人民共和国商业部第一副部长、部长。1979年3月任国务院秘书长兼国务院机关党委书记，国务院财政经济委员会委员。1980年1月至1982年7月，任中共河北省委第一书记、河北省军区第一政治委员。1982年9月当选中共中央顾问委员会委员，连任两届至1990年10月离休。1998年3月15日，在北京逝世。